# Lijst van voetbalinterlands Botswana - Equatoriaal-Guinea
Deze lijst van voetbalinterlands is een overzicht van alle officiële voetbalwedstrijden tussen de nationale teams van Botswana en Equatoriaal-Guinea. De Afrikaanse landen speelden tot op heden drie keer tegen elkaar. De eerste ontmoeting, een vriendschappelijke wedstrijd, werd gespeeld op 12 oktober 2010 in Malabo. Het laatste duel, een kwalificatiewedstrijd voor de Afrika Cup 2023, vond plaats Francistown op 28 maart 2023.

## Wedstrijden
| № | Plaats      | Datum           | Competitie                   | Wedstrijd                     | Uitslag |
| - | ----------- | --------------- | ---------------------------- | ----------------------------- | ------- |
| 1 | Malabo      | 12 oktober 2010 | Vriendschappelijk            | Equatoriaal-Guinea − Botswana | 0 − 2   |
| 2 | Malabo      | 24 maart 2023   | Afrika Cup 2023 kwalificatie | Equatoriaal-Guinea − Botswana | 2 − 0   |
| 3 | Francistown | 28 maart 2023   | Afrika Cup 2023 kwalificatie | Botswana − Equatoriaal-Guinea | 2 − 3   |

## Samenvatting
| Competitie              | Totaal gespeeld | Winst Botswana | Gelijk | Winst Equat.-Guinea | Doelsaldo Botswana – Equat.-Guinea |
| ----------------------- | --------------- | -------------- | ------ | ------------------- | ---------------------------------- |
| Afrika Cup-kwalificatie | 2               | 0              | 0      | 2                   | 2 − 5                              |
| Vriendschappelijk       | 1               | 1              | 0      | 0                   | 2 − 0                              |
| Totaal                  | 3               | 1              | 0      | 2                   | 4 − 5                              |

Wedstrijden bepaald door strafschoppen worden, in lijn met de FIFA, als een gelijkspel gerekend.
BFA · Botswaans vrouwenelftal · Olympisch elftal
1968 – 1979 ·
1980 – 1989 ·
1990 – 1999 ·
2000 – 2009 ·
2010 – 2019 ·
2020 − 2029
Algerije ·
Angola ·
Burkina Faso ·
Burundi ·
Centraal-Afrikaanse Republiek ·
China ·
Comoren ·
Congo-Kinshasa ·
Egypte ·
Equatoriaal-Guinea ·
Eritrea ·
Ethiopië ·
Gabon ·
Ghana ·
Guinee ·
Guinee-Bissau ·
Irak ·
Iran ·
Ivoorkust ·
Kaapverdië ·
Kenia ·
Lesotho ·
Liberia ·
Libië ·
Madagaskar ·
Malawi ·
Mali ·
Marokko ·
Mauritanië ·
Mauritius ·
Mozambique ·
Namibië ·
Nieuw-Zeeland ·
Niger ·
Nigeria ·
Oeganda ·
Rwanda ·
Senegal ·
Seychellen ·
Somalië ·
Swaziland ·
Tanzania ·
Togo ·
Trinidad en Tobago ·
Tsjaad ·
Tunesië ·
Zambia ·
Zimbabwe ·
Zuid-Afrika ·
Zuid-Soedan ·
Zweden
FEF · A-internationals · Selecties · Equatoriaal-Guinees vrouwenelftal
1970 – 1979 · 
1980 – 1989 · 
1990 – 1999 · 
2000 – 2009 · 
2010 – 2019 ·
2020 − 2029
1975 · 
1976 · 
1977 · 
1978 · 1979 · 1980 · 
1981 · 
1982 · 1983 · 
1984 · 
1985 · 
1986 · 
1987 · 
1988 · 
1989 · 
1990 · 
1991 · 1992 · 1993 · 1994 · 1995 · 1996 · 1997 · 
1998 · 
1999 · 
2000 · 
2001 · 
2002 · 
2003 · 
2004 · 
2004 · 
2005 · 
2006 · 
2007 · 
2008 · 
2009 · 
2010 · 
2011 · 
2012 · 
2013 · 
2014 · 
2015 · 
2016 · 
2017 ·
2018 ·
2019 ·
2020 ·
2021 ·
2022 ·
2023 ·
2024
Algerije ·
Andorra ·
Angola ·
Benin ·
Botswana ·
Burkina Faso ·
Cambodja ·
Centraal-Afrikaanse Republiek ·
Congo-Brazzaville ·
Congo-Kinshasa ·
Djibouti ·
Egypte ·
Estland ·
Gabon ·
Gambia ·
Ghana ·
Guinee ·
Guinee-Bissau ·
Ivoorkust ·
Kaapverdië ·
Kameroen ·
Kenia ·
Kosovo ·
Libanon ·
Liberia ·
Libië ·
Madagaskar ·
Malawi ·
Mali ·
Marokko ·
Mauritanië ·
Mauritius ·
Namibië ·
Niger ·
Nigeria ·
Rwanda ·
Saoedi-Arabië ·
Sao Tomé en Principe ·
Senegal ·
Sierra Leone ·
Soedan ·
Spanje ·
Tanzania ·
Togo ·
Tsjaad ·
Tunesië ·
Zambia ·
Zuid-Afrika ·
Zuid-Soedan